# Система управления полётом самолёта

Прямое управление самолётом

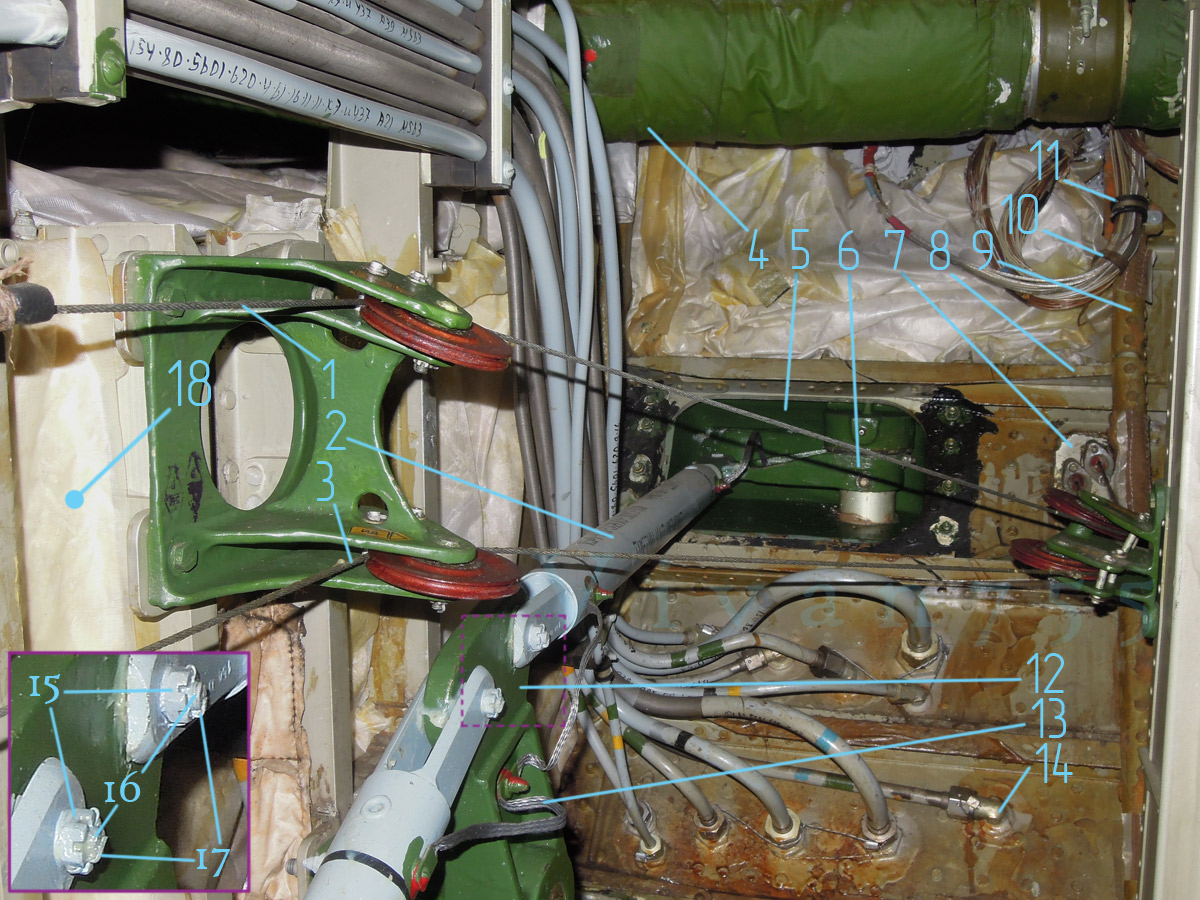
Жёсткая проводка управления элероном (2) и тросовая проводка управления интерцепторами (1, 3) с гермовыводами (5 ... 7) на заднем лонжероне крыла Ту-154

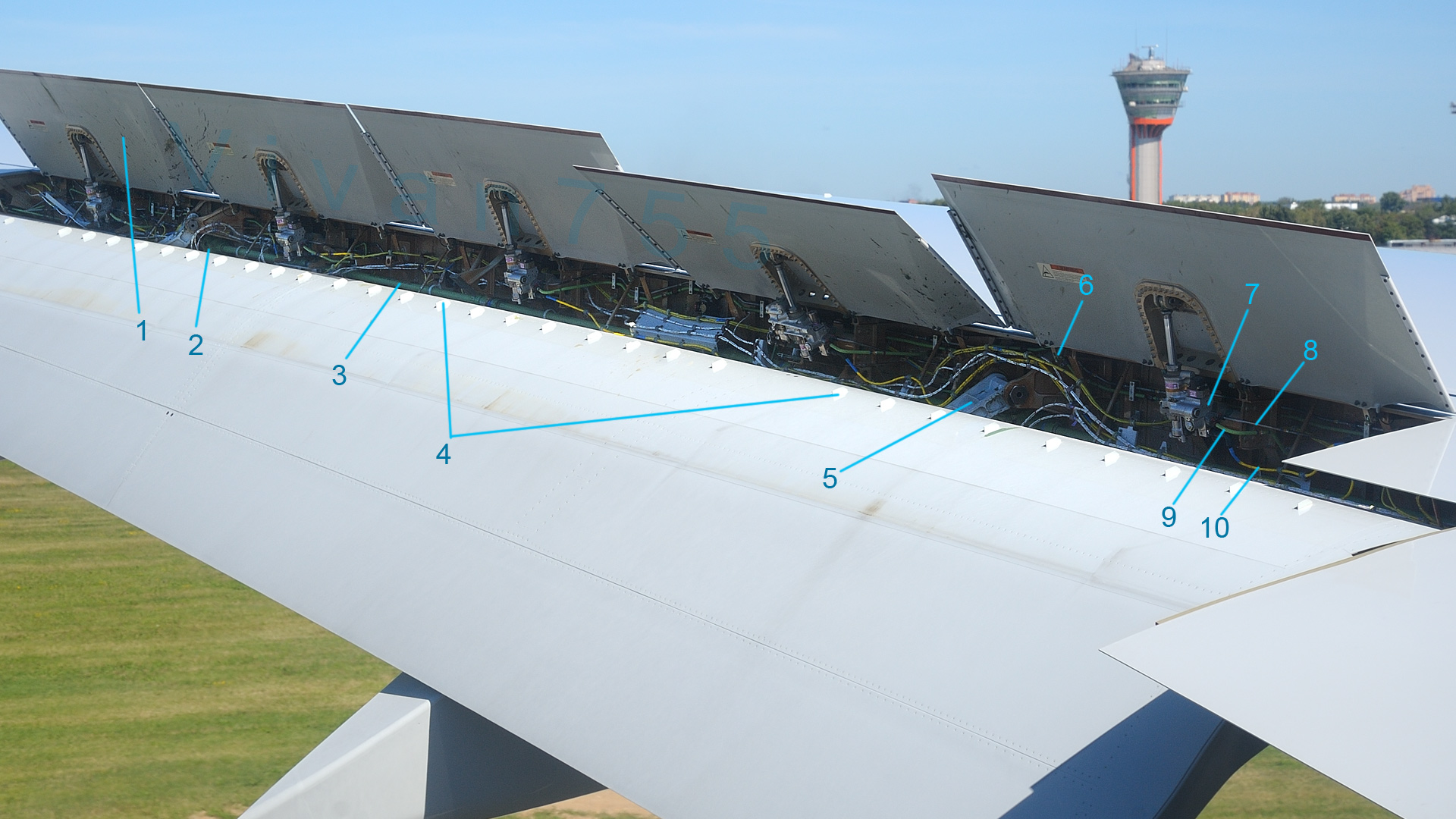
Крыло Боинга 777 при полностью выпущенных спойлерах. 2 и 3 — подъёмник и трансмиссионный вал закрылка, 7 — рулевой привод спойлера

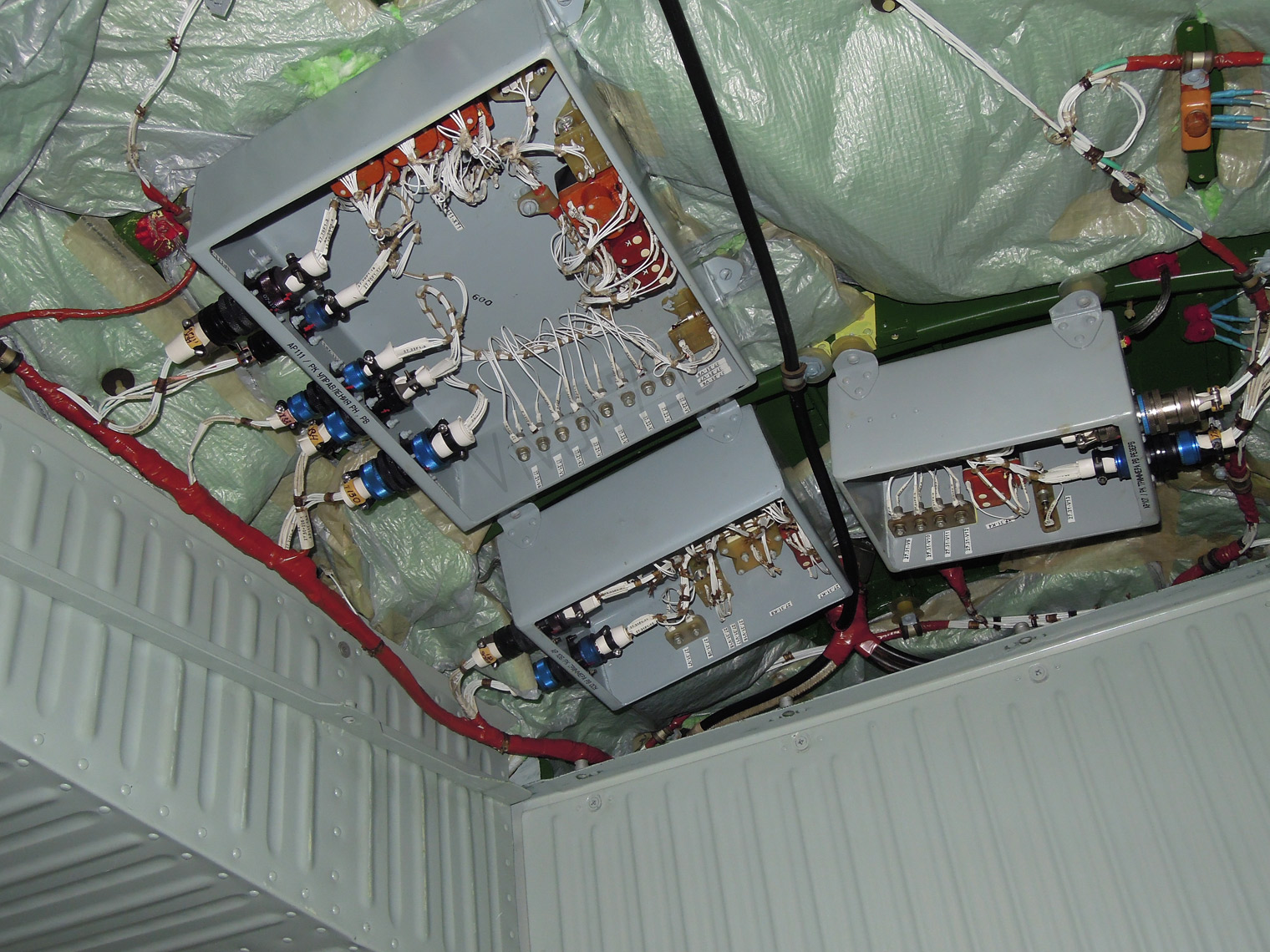
Распредкоробки системы управления рулями за снятой зашивкой потолка заднего багажника, самолёт Ан-140-100

Система управления полётом (англ.  Aircraft flight control system, FCS) самолётов — совокупность управляющих поверхностей и соответствующих устройств и механизмов (электронно-вычислительных, электрических, гидравлических, механических), обеспечивающих выбор и поддержание направления полёта самолёта. Основы управления самолётом объясняются на рисунке, где механизмы управления показаны в динамике. Cистема управления, используемая на самолёте, впервые появилась в легко узнаваемом виде уже в апреле 1908 года, на Блерио-VIII Луи Блерио, моноплане эпохи начала самолётостроения.
Сведения о системе управления полётом излагаются в разделе 27 технической документации, составленной по стандарту S1000D.

## Виды систем управления
- Неавтоматические — перемещения органов управления выполняют люди посредством только мускульной энергии.
- Полуавтоматические — система ручного управления подаёт сигналы на механические, гидравлические и электрические устройства, которые перемещают органы управления.
- Автоматические — сигналы для механического перемещения органов управления формируются в автоматических устройствах (автопилот, система сопровождения цели).
- Комбинированные — комбинация нескольких систем управления в одном летательном аппарате (например, пассажирский самолёт имеет как полуавтоматические, так и автоматические системы управления).

К командным рычагам управления относятся:
- ручка управления самолётом (РУС) либо штурвал с колонкой — для продольного (по тангажу, как правило — посредством руля высоты) и поперечного (по крену, как правило — посредством элеронов) управления
- педали (для управления рулём направления и, при их наличии, тормозами колёс)
- прочие органы управления — например, ручки управления интерцепторами, закрылками.

### Механическая система управления
Система управления состоит из механизмов, рычагов, тяг, качалок, дающая возможность членам экипажа самолёта управлять рулями, элеронами и различными агрегатами самолёта. В управление самолётом входят: командные рычаги; проводка; органы управления (аэродинамические рули самолёта); иногда — гидроусилители (бустеры). В проводку управления входят: тросы; тяги; качалки; рычаги на рулях и всех управляемых агрегатах, кинематические механизмы (нелинейные, дифференциальные).
Типы проводок:
- Мягкая проводка управления — связь между командными рычагами и рулями самолёта осуществляется только при помощи тросов или проволоки.
- Жёсткая проводка управления — связь между командными рычагами и рулями самолёта осуществляется при помощи жёстких тяг — труб с шарнирными наконечниками регулируемой длины.
- Смешанная проводка управления — связь между командными рычагами и рулями самолёта осуществляется при помощи тросов и тяг.

#### Безбустерная (непосредственная) система управления
В безбустерной системе управления управляющие поверхности перемещаются за счёт мускульной силы пилотов. Такая СУ применяется обычно на лёгких самолётах, пример тяжёлого самолёта, на котором продольное и поперечное управление выполнено безбустерным — Ил-62.

#### Бустерная система управления
На некоторых типах самолётов система управления смешанная — часть каналов выполнены бустерными, часть — безбустерными. Например, на Ту-134, Як-42, Ил-62 управление рулём высоты и элеронами безбустерное, а в канале рыскания установлен отключаемый гидроусилитель — БУ-270 на Ту-134, АРМ-62Т на Ил-62. При необходимости он может быть выключен и тогда руль направления управляется мускульной силой пилотов.

### Электродистанционная система управления
Первым самолётом с аналоговой ЭДСУ стал американский A-5 «Виджилент».
Первые серийные истребители с ЭДСУ — F-16, Су-27.
Несколько позже ЭДСУ появились и на пассажирских самолётах (впервые — на Airbus A320 и Ту-204). Большинство более современных пассажирских и военных самолётов также оснащены такой системой управления.

## Стопорение рулей

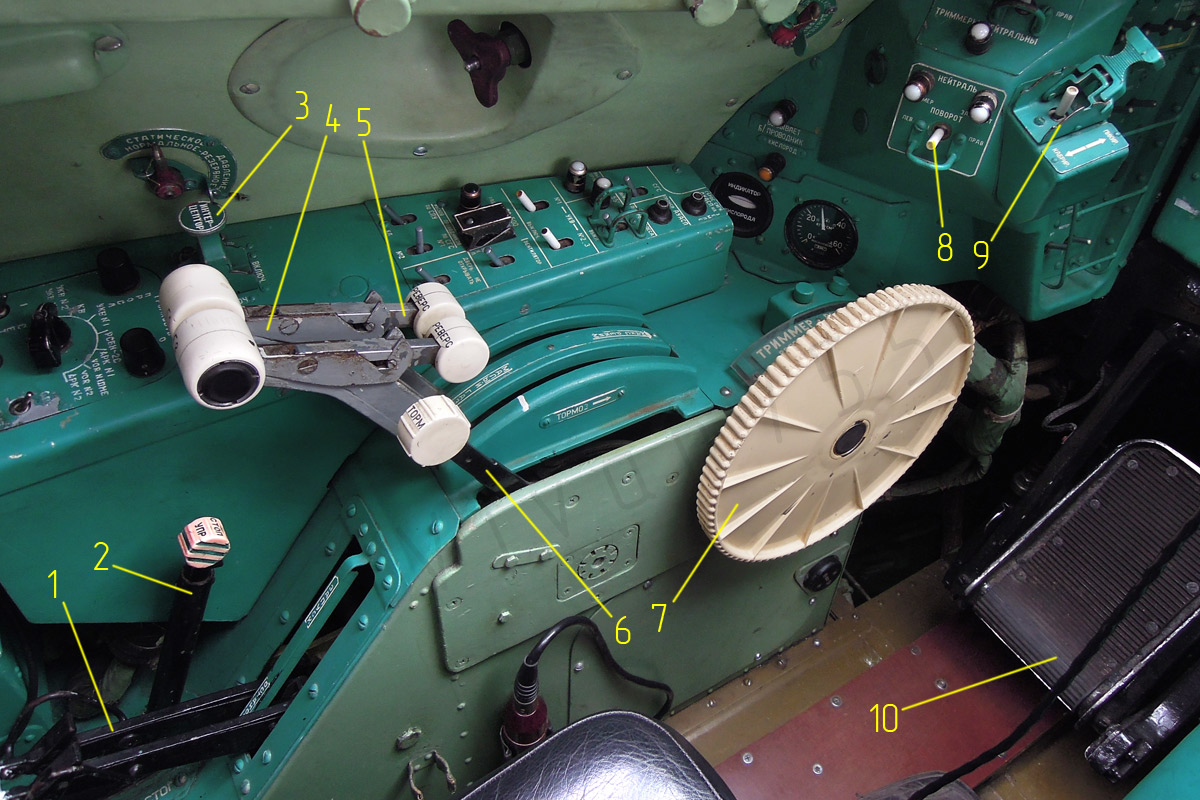
Рычаг стопорения рулей (2) на левом боковом пульте Ту-134А

На стоянке, когда органы аэродинамического управления самолётом не функционируют и подвержены ветровой нагрузке, может потребоваться их стопорение (фиксация в определённом положении), чтобы из-за перемещения под действием ветра не происходило износа и ударов в проводке управления. Поверхности с самотормозящимся приводом (с электрическим либо гидравлическим вращающимся приводом — наподобие стабилизатора Ту-22 или закрылков средних и тяжёлых самолётов, с необратимым гидроусилителем), как правило, дополнительного стопорения не требуют, поверхности же с несамотормозящимся приводом (безбустерные рули и элероны) нуждаются в стопорении. Стопориться рули могут как встроенными в конструкцию самолёта механизмами, так и устанавливаемыми на рулевые поверхности либо органы управления струбцинами.
Проверка органов управления на свободность (во избежание взлёта на неуправляемом самолёте) включена в карту контрольных проверок, при стопорении рулей струбцинами в карту проверок включён также контроль их снятия и, если для струбцин предусмотрено специальное место в кабине экипажа, то и контроль их закрепления на этом месте. Кроме того, при стопорении механизмами часто есть электрическая сигнализация застопоренного положения, а на некоторых типах ЛА рукоятка стопорения рулей сблокирована с рукоятками управления двигателями. К примеру, на Як-42 при застопорённых рулях невозможно поднять стоп-краны двигателей (и тем самым невозможен их запуск), на Ан-140 невозможен вывод двигателей на режим выше полётного малого газа.
Однако, например, руль направления Ту-154 оснащён дополнительно гидравлическим механизмом стопорения МС-15, хотя приводится необратимым бустером РП-56, тогда как приводимые такими же РП-56 секции руля высоты дополнительного стопорения не имеют.